# Markumbi, Gangawati
Markumbi là một làng thuộc tehsil Gangawati, huyện Koppal, bang Karnataka, Ấn Độ.